# Lega Musulmana del Pakistan (Convenzione)
La Lega Musulmana del Pakistan (Convenzione) (in inglese Convention Muslim League, acronimo CML) è stata una fazione della Lega Musulmana del Pakistan, partito politico pakistano sciolto nel 1962. Il partito sosteneva il regime militare dell'allora presidente del Pakistan, il generale Ayyub Khan. L'altra fazione, nata in opposizione al CML, era conosciuta come Lega Musulmana del Pakistan (Consiglio), la quale contestò le elezioni presidenziali del Pakistan tenutesi nel 1965. Il simbolo elettorale della CML era una rosa.